# Bluff (Nouvelle-Zélande)
Pour les articles homonymes, voir Bluff (homonymie).
Bluff est une ville portuaire de Nouvelle-Zélande située sur la côte sud de la région de Southland, sur l'île du Sud.
C'est la ville la plus australe du pays, et malgré le fait que Slope Point soit un peu plus au sud, est régulièrement évoquée en référence aux extrémités du pays (« Du cap Reinga à Bluff », par exemple).

## Géographie
Bluff est à la fin de la péninsule formant la côte ouest de la baie de Bluff et la baie d'Awarua (en) ; le port est situé au niveau d'un détroit assez étroit.
Bluff est dominé par Bluff Hill, le cône d'un volcan éteint, qui isole partiellement la ville des vents de l'ouest. Il y a un chemin de randonnée sur la côte à cet endroit.
Bluff est à 30 km de la ville d'Invercargill et est située au terminus sud de la ligne ferroviaire branche de Bluff (en), qui continue depuis Invercargill le trajet de la ligne principale du sud (en). C'est l'une des premières lignes ferroviaires du pays, inaugurée le 5 février 1867.
Bluff est sur le trajet de la route nationale 1, qui se termine à un kilomètre plus au sud, au niveau de Stirling Point (en), où l'on peut trouver un poteau indicateur montrant la distance et la direction de plusieurs grandes villes du monde (ainsi que le pôle Sud et l'équateur).
De l'autre côté du détroit on trouve la pointe de Tiwai (en), siège de l'usine de Tiwai Point (en) la seule fonderie d'aluminium du pays avec son port.
L’électricité est fournie par la centrale de Manapouri (en) située dans le Parc national de Fiordland.
Une sculpture en forme de chaîne sur la côte près de Bluff symbolise la vue du peuple Maori sur l'Île Stewart et son ancrage à l'Île du Sud.
Une autre sculpture identique située dans le Parc national de Rakiura représente l’autre bout de la chaîne.

La vue depuis Bluff Hill, Bluff au centre, l'île Stewart au loin à gauche et Tiwai Point à droite.

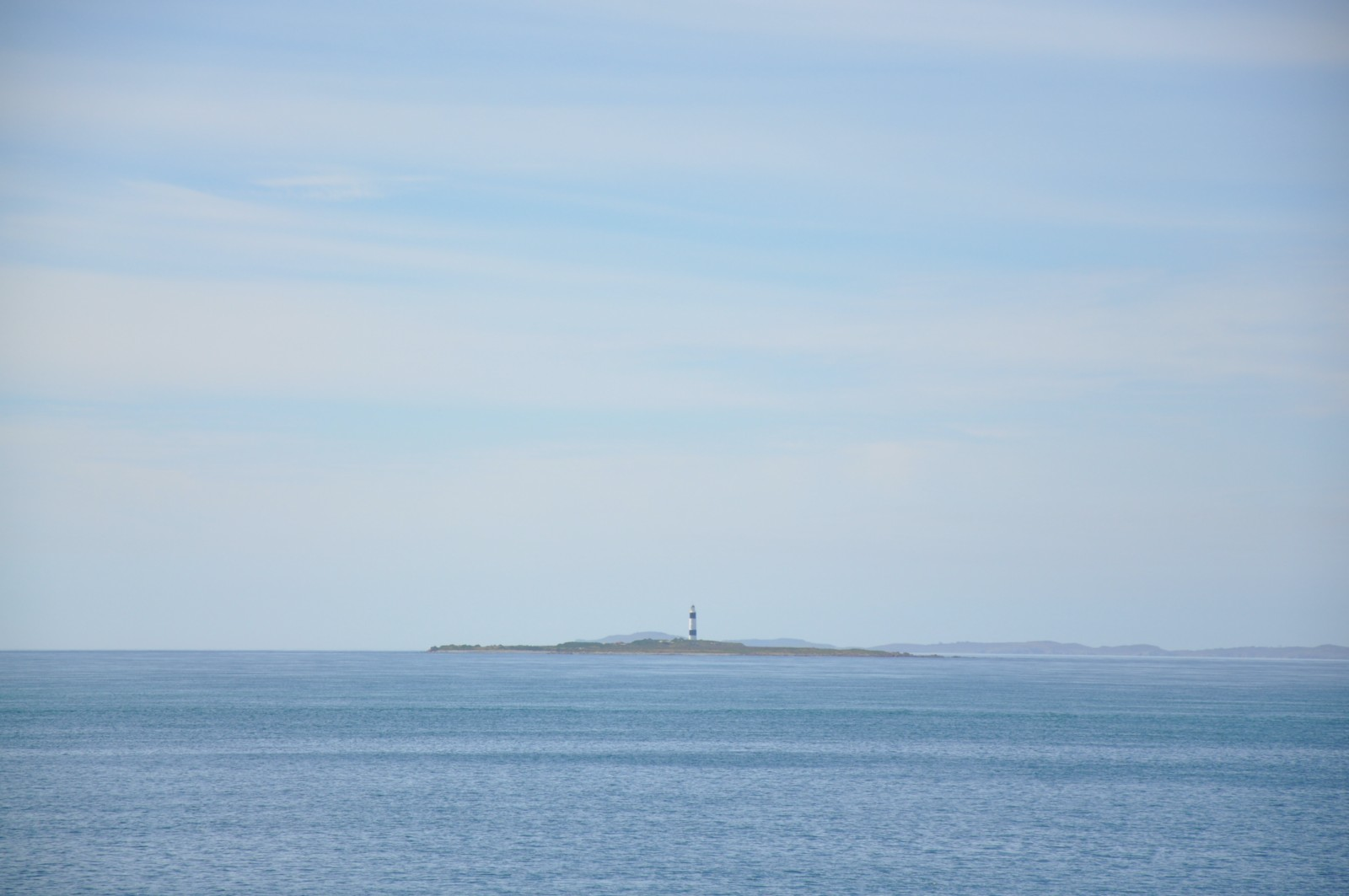
Dog Island et son phare au large de Bluff.

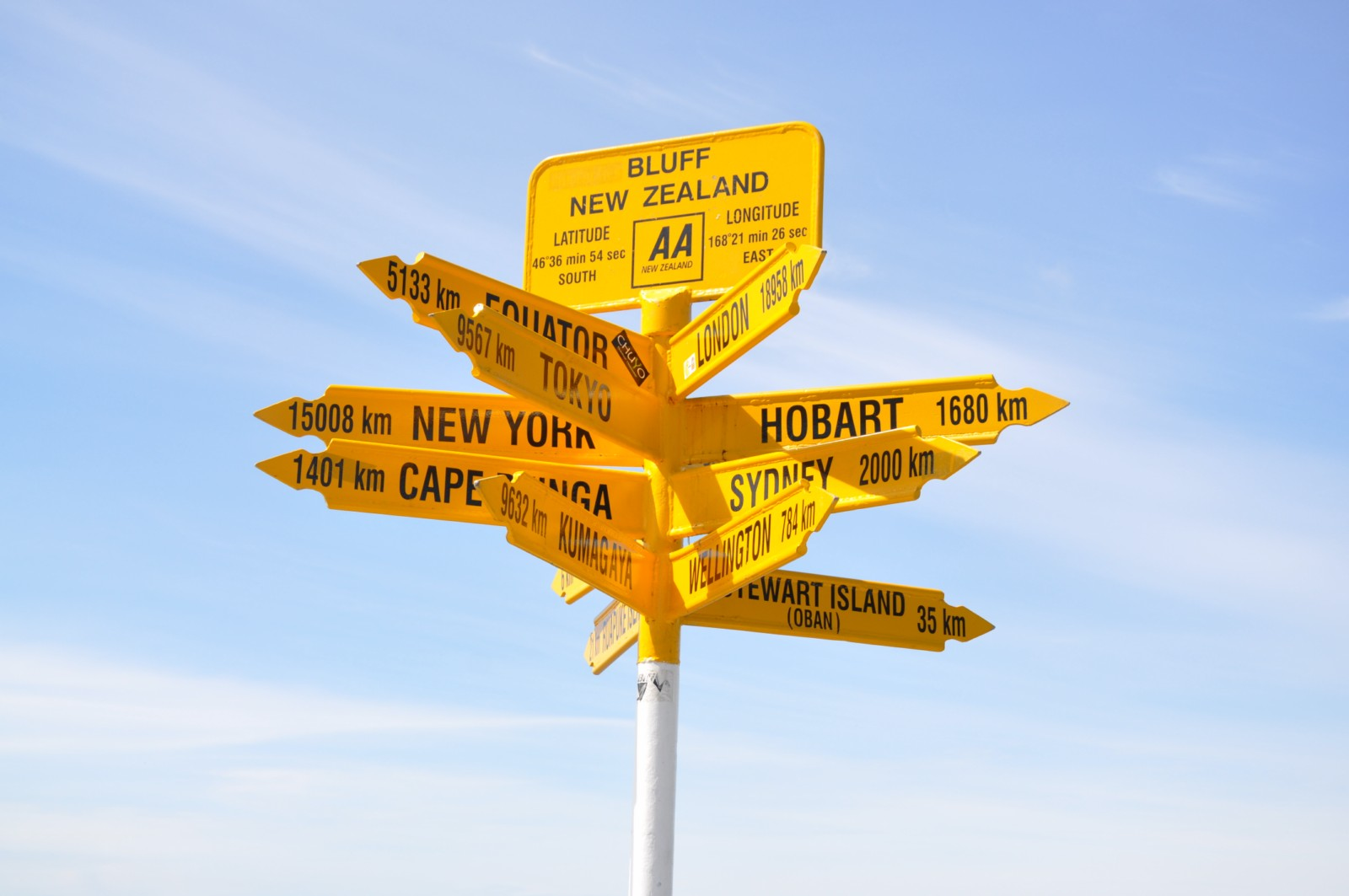
Stirling Point.

## Population
Selon le recensement de 2006, la population des résidents habituels de Bluff était de 1 850 habitants, en diminution de 85 personnes par rapport au recensement de 2001.

## Toponymie
La ville fut officiellement appelée Campbelltown en 1856, et devint une commune (borough) en 1878, puis fut renommée Bluff en 1917 .
La ville est dénommée à partir du nom de cette colline bluff, qui était connue des premiers chasseurs de baleine  comme le vieux Bluff ‘Old Man's Bluff ou Old Man Bluff ‘.

## Histoire
La région de Bluff est l’une des premières zones de Nouvelle-Zélande où la présence des Européens a été établie.
Le premier bateau, qui est entré dans le port fut le Perseverance en 1813, à la recherche de possibilité pour le commerce du lin de Nouvelle-Zélande ou Phormium, précédant ainsi les premiers colons Européens, qui arrivèrent en 1823 ou 1824.
Ceci est le fondement de l’affirmation , que Bluff est la plus ancienne ville européenne du pays.
Toutefois l’établissement de la mission de Kerikeri dans l'île du Nord fut la plus précoce et plus grande dès son origine.

## Installations
‘South Port ‘ est le port que fait fonctionner la compagnie du Port de Bluff (en), et qui est la propriété à 66,5 % du Conseil régional du Southland (en) .
C’est un petit port en comparaison avec les ports géants de Nouvelle-Zélande comme celui d’ Ports of Auckland ou de Port of Tauranga,mais il assure le transit d’environ 2,2 millions de tonnes de marchandises chaque année, principalement dans le cadre du New Zealand coastal reshipment (en).
On espère que la fonderie d’aluminium de la pointe de Tiwai et l’activité d’exploitation du fioul fossile de ‘Great South Basin’ aidera à assurer l’activité future du port.
Une vacation hebdomadaire récente 2008 de bateau porte-conteneurs a aussi augmenté le volume d’activité des bateaux en service.
Le mouillage de Bluff Harbour (en) est aussi le terminus pour le ferry de catamaran biquotidien, qui relie l’Île du Sud à l’Île Île Stewart/Rakiura, située à 60 km au sud de l’autre côté du Détroit de Foveaux.
C’est le trajet principal des bateaux néo-zélandais se rendant en descendant vers l’Antarctique.
Le port est aussi le domicile de la flotte des bateaux pour la pèche aux huîtres.
Les huîtres de Bluff constituent une espèce particulière et renommée pour leur caractère succulent et leur goût, et qui sont considérées comme délicieuses dans toute la nation avec un festival des huîtres, qui se tient à Bluff tous les ans .
Le quota des huîtres ramassées a été sévèrement réduit durant les années 1990 du fait des effets toxiques d’un parasite protozoaire nommé Bonamia exitiosa agissant sur les lits d’huître .

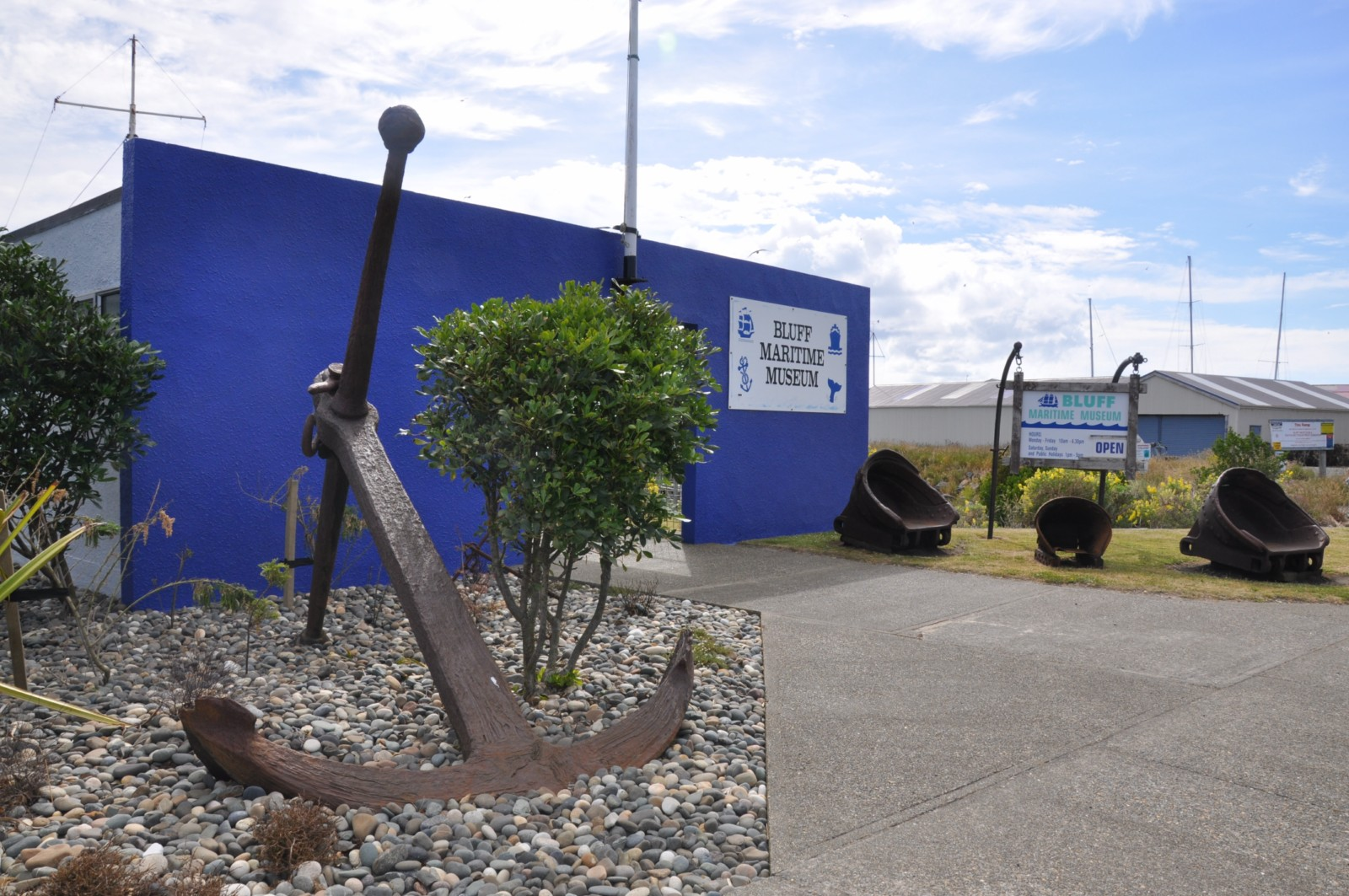
Musée maritime de Bluff

## Loisirs

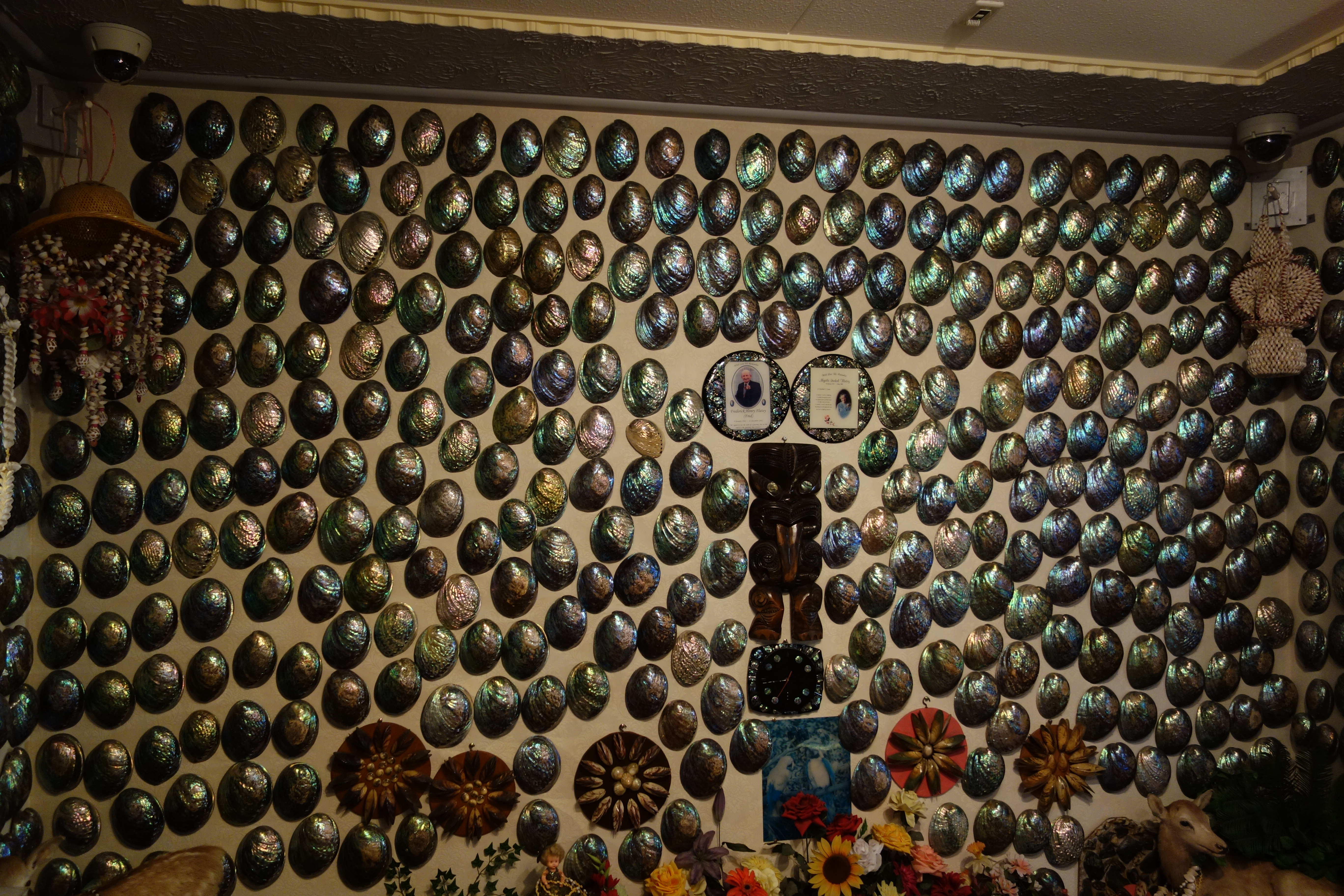
Maison ‘Flutey paua’ au Canterbury Museum

Parmi les attractions de la ville se trouvait la maison paua, créée par Fred et Myrtle Flutey. C’était un bungalow ordinaire transformé en recouvrant totalement les murs extérieurs en coquilles de ‘paua’.
L’intérieur fut aussi extensivement décoré avec des coquilles de ‘paua’ et il y avait une importante collection (parfois un peu kitsch) d’objets décorés avec des coquilles de paua, des ustensiles allant jusqu’aux gobelets.
La maison devint un musée après la mort de ses propriétaires mais fut vendue et en mars 2007, l’exposition transférée au Musée de Canterbury à Christchurch.
Elle est en présentation permanente au Canterbury Museum depuis juillet 2008
Le musée martime de Bluff (en) contient une collection étendue de modèles réduits, de bateaux, d’artefacts, de présentations diverses, ainsi qu’une collection d’engins de travaux et un bateau et pêche aux huîtres de taille réelle: le  Monica.

Panorama visible du sommet de Bluff Hill.
Le port de Bluff est au centre, et la fonderie d’aluminium à mi-distance au centre droit

.

## Autres lectures
Reed A. W., The Reed Dictionary of New Zealand Place Names, Auckland, Reed Books, 2002 (ISBN 0-7900-0761-4)